# Sida fastuosa
Sida fastuosa är en malvaväxtart som beskrevs av P.A. Fryxell och S.D. Koch. Sida fastuosa ingår i släktet sammetsmalvor, och familjen malvaväxter. Inga underarter finns listade i Catalogue of Life.